# Frauendorf (Bad Staffelstein)
Frauendorf ist ein Stadtteil von Bad Staffelstein in Oberfranken in Bayern. Der Name des Ortes geht auf eine Banzer Schenkung des Jahres 1070 zur Gründung eines Frauenklosters zurück.

## Geschichte
Die erste fragliche Erwähnung des Ortes war 1071 als „Vrouua“ unter den Lehen der Bamberger Bischöfe der Frau Alberat. Die nächste sichere Nennung als „Vrowendorf“ folgte 1229 in einer Beurkundung von 1233.
Am 1. Oktober 1970 wurde die Gemeinde Frauendorf, bestehend aus dem Pfarrdorf Frauendorf und dem Weiler Krögelhof, in die Gemeinde Schwabthal eingegliedert, die am 1. Januar 1978 in Staffelstein aufging.

## Sehenswürdigkeiten
Das Ortsbild ist markant von der Pfarrkirche St. Ägidius geprägt, die von Baumeister Johann Thomas Nissler entworfen wurde. Nissler führte auch für Balthasar Neumann die Bauarbeiten in der Basilika Vierzehnheiligen aus, deshalb ist die Kirche in Frauendorf stilistisch sehr an Vierzehnheiligen angelehnt.
Die erste urkundliche Erwähnung einer Kirche in Frauendorf war 1463. Eine Kapelle entstand möglicherweise schon im 9. Jahrhundert. 1758/60 erfolgte ein Neubau, dessen Ausstattungsarbeiten bis 1784 dauerten. Der Sandsteinquaderbau ist eine zweijochige Saalkirche mit einer Einturmfassade und einem eingezogenen Chor.